# Леонид Слуцки
Леонид Едуардович Слуцки (рус. Леонид Эдуардович Слуцкий; Москва, 4. јануар 1968) јесте руски политичар и посланик у Државној думи од 1999. године. Након смрти Владимира Жириновског изабран је за председника Либерално-демократске партије Русије 27. маја 2022. године.
Тренутно је члан руске делегације у мировним преговорима између Русије и Украјине. Након завршетка битке за Маријупољ и предаје припадника пука Азов изјавио је да заробљене борце Азова треба погубити и да не заслужују да живе.

## Ререфенце
1. ↑  „Biography – Leonid Slutsky” (на језику: енглески). Приступљено 2022-05-28.
2. ↑  „ЛДПР избрала нового председателя вместо Владимира Жириновского. Им стал Леонид Слуцкий”. Meduza (на језику: руски). Приступљено 2022-05-28.
3. ↑  AFP (2022-03-13). „Russia Sees 'Progress' at Conflict Talks With Ukraine”. The Moscow Times (на језику: енглески). Приступљено 2022-05-28.
4. ↑  Reuters (2022-05-17). „Russian negotiator says Ukraine's Azov fighters 'don't deserve to live'”. Reuters (на језику: енглески). Приступљено 2022-05-28.